# Heinrich Böhler

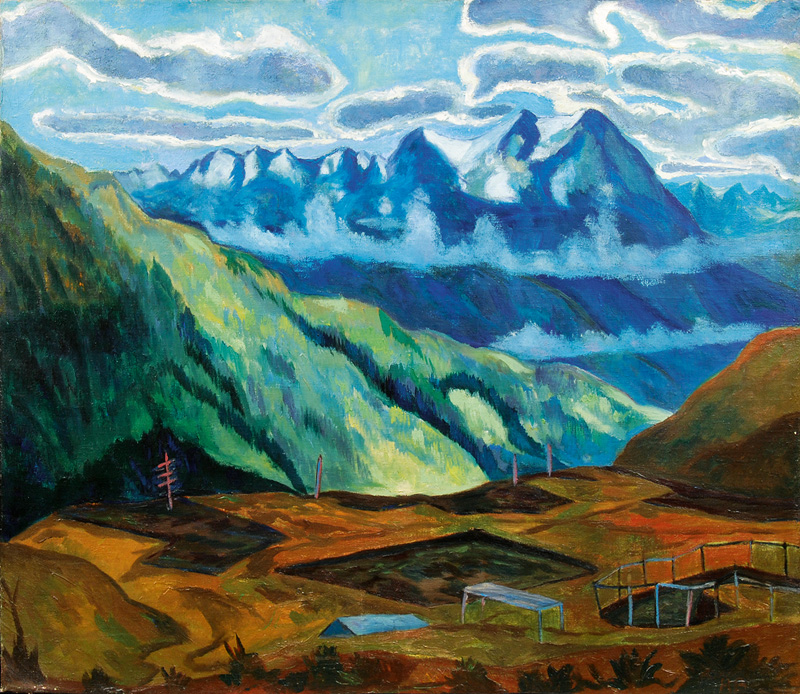
Alpenlandschaft von Heinrich Böhler, Datierung unleserlich

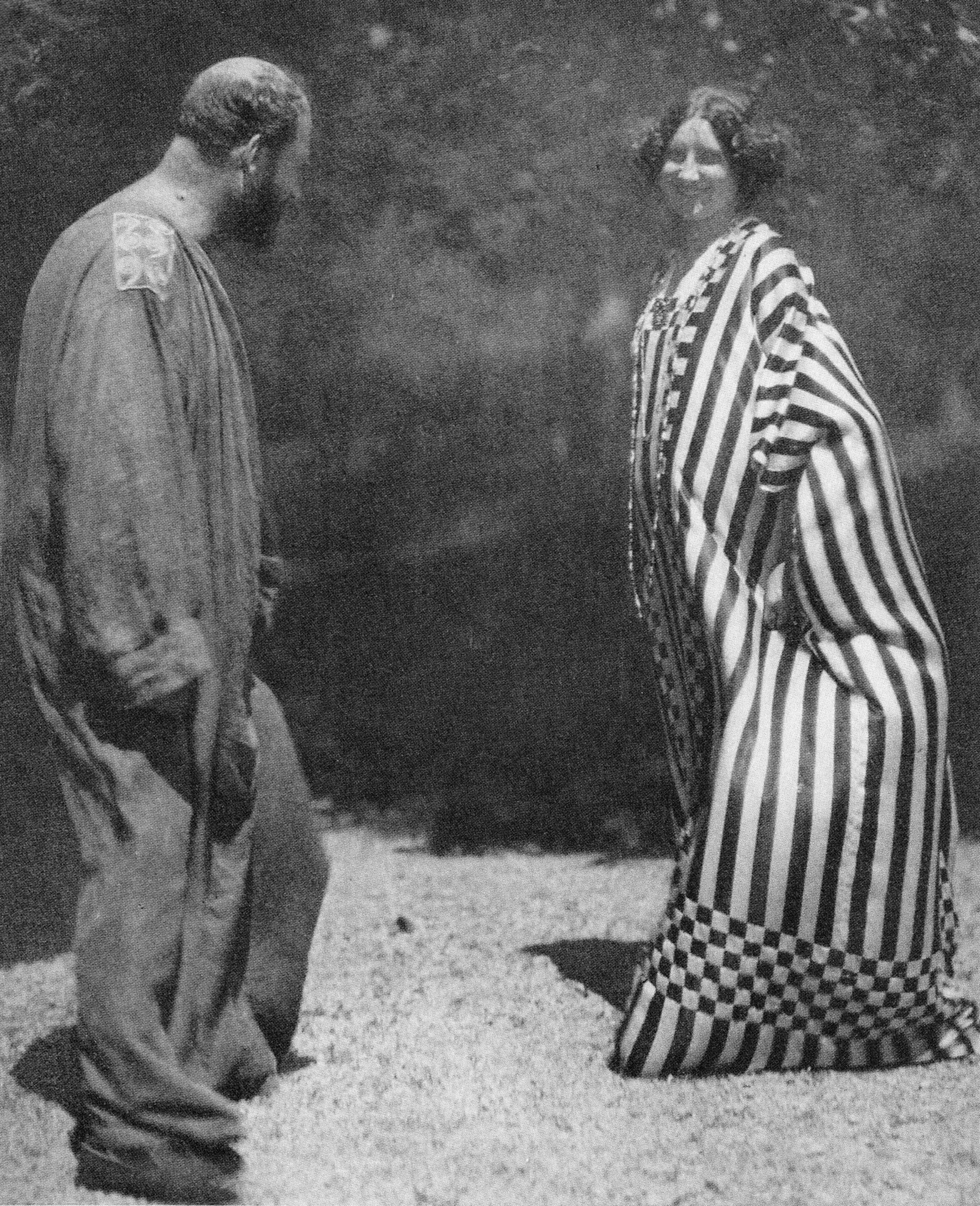
Gustav Klimt und Emilie Flöge, Heliogravur von Heinrich Böhler, 1909

Heinrich Böhler (geb. 1. August 1881 in Wien, Österreich oder Oberweningen, Schweiz; gest. 4. Februar 1940 in St. Moritz, Schweiz) war ein österreichisch-schweizerischer Maler, Fotograf und Kunstsammler.

## Biografie
Heinrich Böhler war Erbe der steirischen Edelstahlwerke, die sein Vater Emil Böhler mit seinem Bruder Albert Böhler gegründet hatte. Emil Böhler starb in Heinrichs erstem Lebensjahr im Januar 1882 an den Folgen einer Operation. Seine Mutter, Eleonore Böhler geborene Eibel, stammte aus der Schweiz, wodurch Heinrich Böhler auch die Schweizer Staatsbürgerschaft erlangte. Heinrich Böhler erhielt in England eine wirtschaftliche Ausbildung. Dort lernte er seine zukünftige Frau kennen. 1909 heiratete er in Wien die Amerikanerin Mabel Forbes (1875–20. August 1963 in Lugano). Josef Hoffmann richtete ihre Wohnung in der Wiener Belvederegasse 30, Wien IV ein, baute ihr Haus in Baden bei Wien um und gestaltete die dortige Gartenanlage neu. 
1911–1913 lebte das Paar in Tokio und Osaka. Heinrich Böhler leitete dort zusammen mit seinem Vetter Richard Böhler die 1908 gegründete Zweigstelle „Bohler Brothers & Co. Ltd. Japan Branch“. Heinrich und Mabel Böhler begeisterten sich für die fernöstliche Atmosphäre. Die Jahre waren prägend für ihren Kunstverstand. Ab September 1914 nahm Heinrich Böhler in seinem Atelier in der Wiener Belvederegasse Malunterricht bei Egon Schiele. Heinrichs Vetter Hans Böhler war Maler und gehörte zum engeren Freundeskreis von Schiele und stellte mit diesem gemeinsam aus. Heinrich Böhler zahlte Egon Schiele 200 Kronen monatlich, auch nachdem dieser im Juni 1915 zum Militärdienst eingezogen worden war. 1916–1918 errichtete Heinrich Tessenow für das Paar das Landhaus „Villa Böhler“ in St. Moritz (1988/1989 abgerissen). Das Paar hatte einen weiteren Wohnsitz in Castagnola/Lugano. Ab 1926 lebten Heinrich und Mabel Böhler in St. Moritz. Das Paar blieb kinderlos. Nach dem Tode Heinrich Böhlers 1940 verwaltete Mabel Böhler seinen Nachlass. Ein wichtiger Teil der Sammlung Böhler befindet sich im Leopold Museum in Wien.
Heinrich Böhler malte und sammelte Kunst. Ihm gehörten unter anderem Egon Schieles Werke Triestiner Fischerboot 1912, Häuser mit Wäsche 1914, Gelbe Stadt 1914, Hauswand am Fluss 1915, Mutter mit zwei Kindern 1915 und Der Häuserbogen 1915 sowie Gustav Klimts Dame mit Fächer 1917. Er fotografierte auch mit teurer Ausrüstung. 1910 nahm Heinrich Böhler an der jährlichen Ausstellung der Royal Photographic Society teil. Es sind mehrere Aufnahmen mit Gustav Klimt und Emilie Flöge sowie eine Serie von Bildern mit Stacia Napierkowska erhalten. Er blieb jedoch mehr der Malerei verbunden.